# Alan Held
Alan Held (geboren 1959 in Washburn, Illinois) ist ein US-amerikanischer Opernsänger der Stimmlage Bassbariton. Er singt insbesondere Wagner- und Strauss-Partien.

## Leben und Werk
Alan Held studierte Gesang an der Millikin University und an der Wichita State University. Er trat an allen wichtigen Opernhäusern auf – darunter die Metropolitan Opera in New York, das Royal Opera House Covent Garden in London, die Opéra National de Paris, die Mailänder Scala, die Bayerische Staatsoper in München und die Wiener Staatsoper, weiters in Amsterdam, Barcelona, Brüssel, Chicago, Madrid, Montreal, San Francisco, Tokio, Toronto und Washington.
Der Sänger legt großen Wert auf sorgfältige Einstudierung seiner Rollen und verfügt deshalb über kein allzu großes Repertoire. Er ist insbesondere für seine Wagner-Interpretationen geschätzt, darunter die Titelpartie im Fliegenden Holländer, Kurwenal, Amfortas, Hans Sachs und im – Ring des Nibelungen – Donner, Wotan, Wanderer und Gunther. Sehr oft war er weltweit auch in zwei Richard-Strauss-Partien zu sehen und zu hören – als Jochanaan in der Salome und als Orest in der Elektra. Weitere wichtige Rollen sind Don Pizarro und Wassermann, der Balstrode in
Peter Grimes, die vier Bösewichte in Les contes d'Hoffmann, der Scarpia und die Titelpartien in Gianni Schicchi, Wozzeck und Cardillac.
Held ist auch ein gefragter Konzertsänger und hat mit einer Reihe namhafter Orchester gesungen – darunter die Berliner Philharmoniker, das Chicago Symphony Orchestra und das Cleveland Orchestra. Er gastierte bei den BBC Proms in London, bei den Salzburger Festspielen und beim Tanglewood Festival. Sein Konzertrepertoire reicht vom Bass-Solo in Beethovens Neunter bis zu Schönbergs A Survivor from Warsaw.
Seit 2002 gibt er Meisterklassen, seit 2014 unterrichtet er Gesang an der Wichita State University.

## Rollen (Auswahl)
| Beethoven: - Don Pizarro im Fidelio Berg: - Titelpartie in Wozzeck Britten: - Captain Balstrode in Peter Grimes - Collatinus in The Rape of Lucretia Dvořák: - Wassermann in Rusalka Hindemith: - Titelpartie in Cardillac Humperdinck: - Peter in Hänsel und Gretel Janáček: - Förster in Das schlaue Füchslein Mozart: - Leporello in Don Giovanni Offenbach: - Lindorf, Coppélius, Dapertutto, Dr. Miracle in Les contes d’Hoffmann |  | Pfitzner: - Carlo Borromeo in Palestrina Poulenc: - Marquis de la Force in Dialogues des Carmélites Puccini: - Scarpia in Tosca - Titelpartie in Gianni Schicchi Richard Strauss: - Jochanaan in Salome - Orest in Elektra Wagner: - Titelpartie in Der fliegende Holländer - Hans Sachs in Die Meistersinger von Nürnberg - Kurwenal in Tristan und Isolde - Wotan und Donner in Das Rheingold - Wotan in Die Walküre - Wanderer in Siegfried - Gunther in Götterdämmerung - Amfortas in Parsifal Weber: - Kaspar in Der Freischütz |

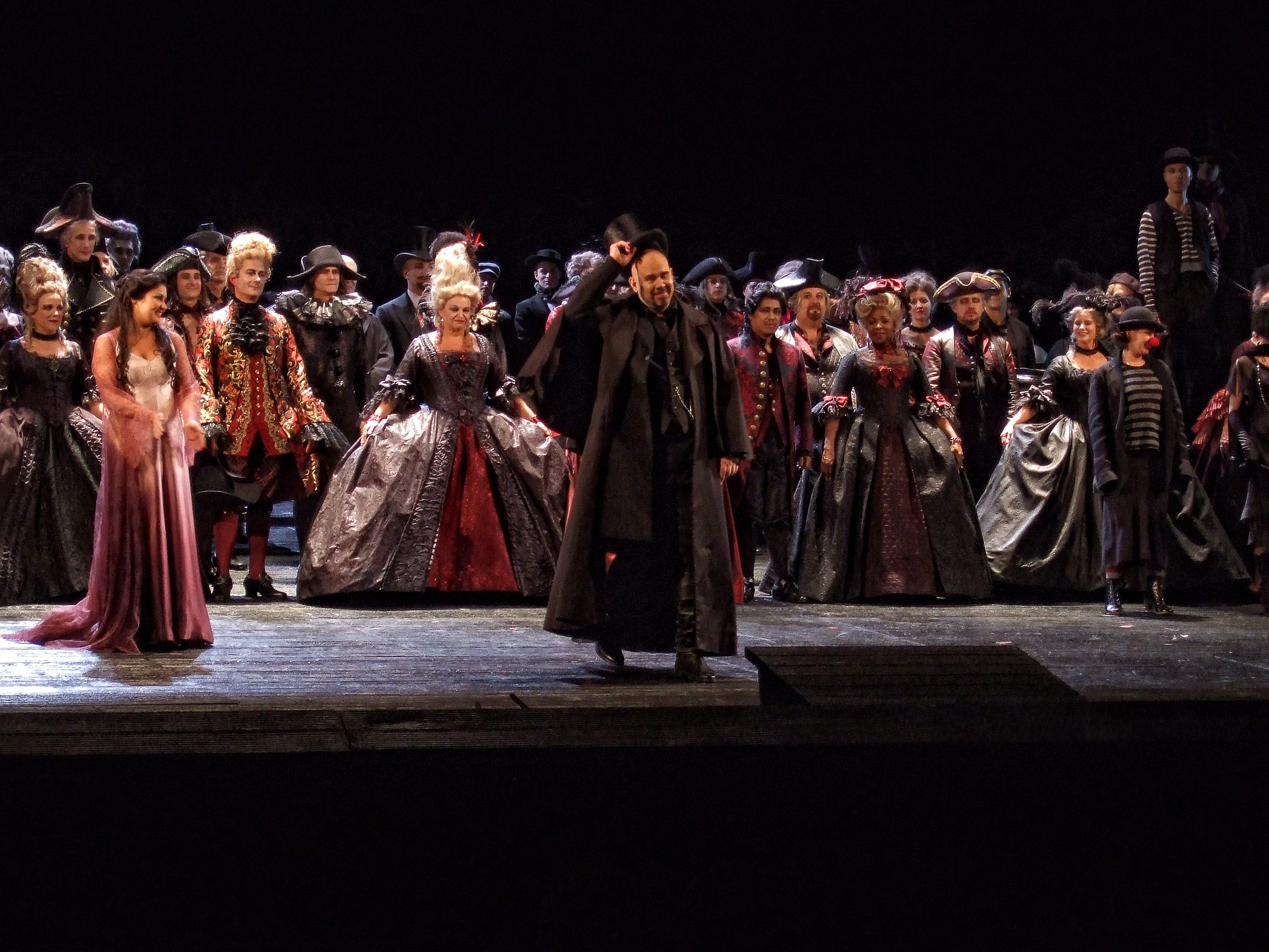
Alan Held in Les Contes de Hoffmann – The Metropolitan Opera (2009)

## Aufnahmen
- Beethoven: Fidelio. Mit Angela Denoke (Leonore), Jon Villars (Florestan), Alan Held (Don Pizarro), László Polgár (Rocco), Rainer Trost (Jaquino), Juliane Banse (Marzelline), Thomas Quasthoff (Don Fernando), Thomas Ebenstein und Ion Tibrea (Gefangene). Arnold Schoenberg Chor, Berliner Philharmoniker, Sir Simon Rattle (Dirigent). EMI Classics 08/2003
- Dvořák: Rusalka. Mit Piotr Beczała (Prinz), Emily Magee (Fremde Fürstin), Camilla Nylund (Rusalka), Alan Held (Wassermann), Birgit Remmert (Jezibaba), Adam Plachetka (Förster), Eva Liebau (Küchenjunge), Daniel Schmutzhard (Jäger), Anna Prohaska, Stephanie Atanasov, Hannah Esther Minutillo (Drei Elfen). Eine Produktion der Salzburger Festspiele. Jossi Wieler und Sergio Morabito (Inszenierung), Barbara Ehnes (Bühnenbild), Anja Rabes (Kostüme), Olaf Freese (Lichtdesign), Chris Kondek (Video), Altea Garrido (Choreographie). Wiener Staatsopernchor, Cleveland Orchestra, Franz Welser-Möst (Dirigent). Orfeo (DVD) 2011 (Live-Mitschnitt vom 17. August 2008)
- Hindemith: Cardillac, Opéra National de Paris, Harmonia Mundi (DVD) 2005
- Humperdinck: Hänsel und Gretel, The Metropolitan Opera, EMI (DVD) 2008
- Richard Strauss: Salome, Festspielhaus Baden-Baden, Arthaus (DVD)
- Wagner: Das Rheingold, The Metropolitan Opera, Deutsche Grammophone (DVD) 1990